# Scuarul Catedralei din Chișinău
Scuarul Catedralei (denumit și Parcul Catedralei) este parc din centrul Chișinăului, unul dintre cele mai vechi din oraș. A fost fondat în 1836, odată cu Catedrala Mitropolitană. În prezent, este unul dintre cele mai populare locuri din Chișinău pentru plimbări și relaxare, în plus, în parc se organizează adesea diverse târguri și evenimente.

## Istoric
Construcția parcului aproape a coincis cu construcția Catedralei, pe care arhitectul Avraam Melnikov a început să o construiască în 1830. Construcția a fost finalizată în 1836 și, din acel moment, au început lucrările în jurul catedralei, fiind construite cărări care duceau la Catedrală, au fost plantați copaci și tufe. 
În 1840, în apropierea parcului a fost construit Arcul de Triumf, de arhitectul Luca Zaușkevici, în onoarea victoriei trupelor ruse în războiul ruso-turc din 1828-29.
La început, parcul a fost îngrădit cu o plasă metalică, care a fost îndepărtată după Unirea Basarabiei cu România.
În timpul celui de-al doilea război mondial, Catedrala a fost grav avariată, dar un an mai târziu a fost restaurată din ordinul regelui Mihai I.
După război, scuarul a fost numit Parcul Victoriei. Catedrala a fost, de asemenea, restaurată, redeschisă în 1956 și inclusă pe lista monumentelor culturale și arhitecturale.
În noapte de 22 spre 23 decembrie 1962, clopotnița Catedralei a fost aruncată în aer. Motivul oficial pentru distrugerea edificiului, a fost „încât nimeni să nu o poată folosi ca punct de lunetist pentru a trage asupra birourilor oficialilor din Casa Guvernului RSSM”. Ulterior, drapelul sovietic a fost ridicat deasupra cupolei clădirii Catedralei. Slujbele bisericești au fost oprite și aceasta transformată într-o sală de expoziții a Ministerului Culturii al RSSM.
În anii 1970-1980, în parc a operat un parc de distracții, care a fost demolat în 1986. În locul acestuia, a fost construită o fântână cu trei niveluri, care a fost demolată la doi ani după construcția acesteia.
Odată cu destrămarea Uniunii Sovietice, și obținerea independenței R. Moldova în 1991, Catedrala și-a reluat activitatea de odinioară. Începând cu 1992 a început restaurarea catedralei, iar în 1996 aceasta a fost deschisă pentre enoriași. În 1998, a fost ridicată clopotnița, fiind restaurată după imaginile de epocă.
În anul 2016, pe teritoriul scuarului, în apropierea Catedralei, a fost inaugurat Monumentul celor trei martiri: Alexei Mateevici, Simeon Murafa și Andrei Hodorogea, edificat după modelul monumentului construit în anul 1923 și distrus de sovietici în 1940.

## Galerie de imagini

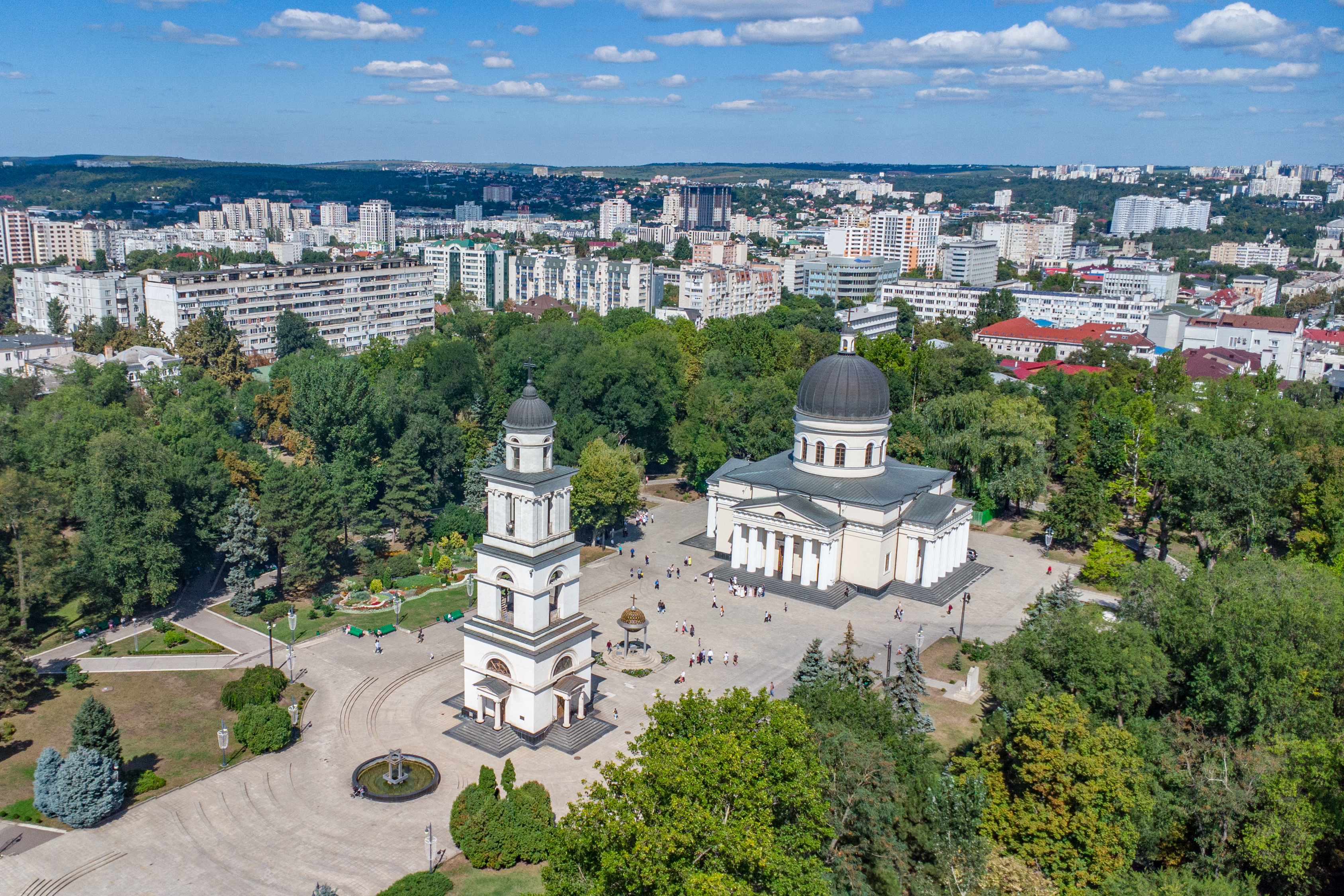
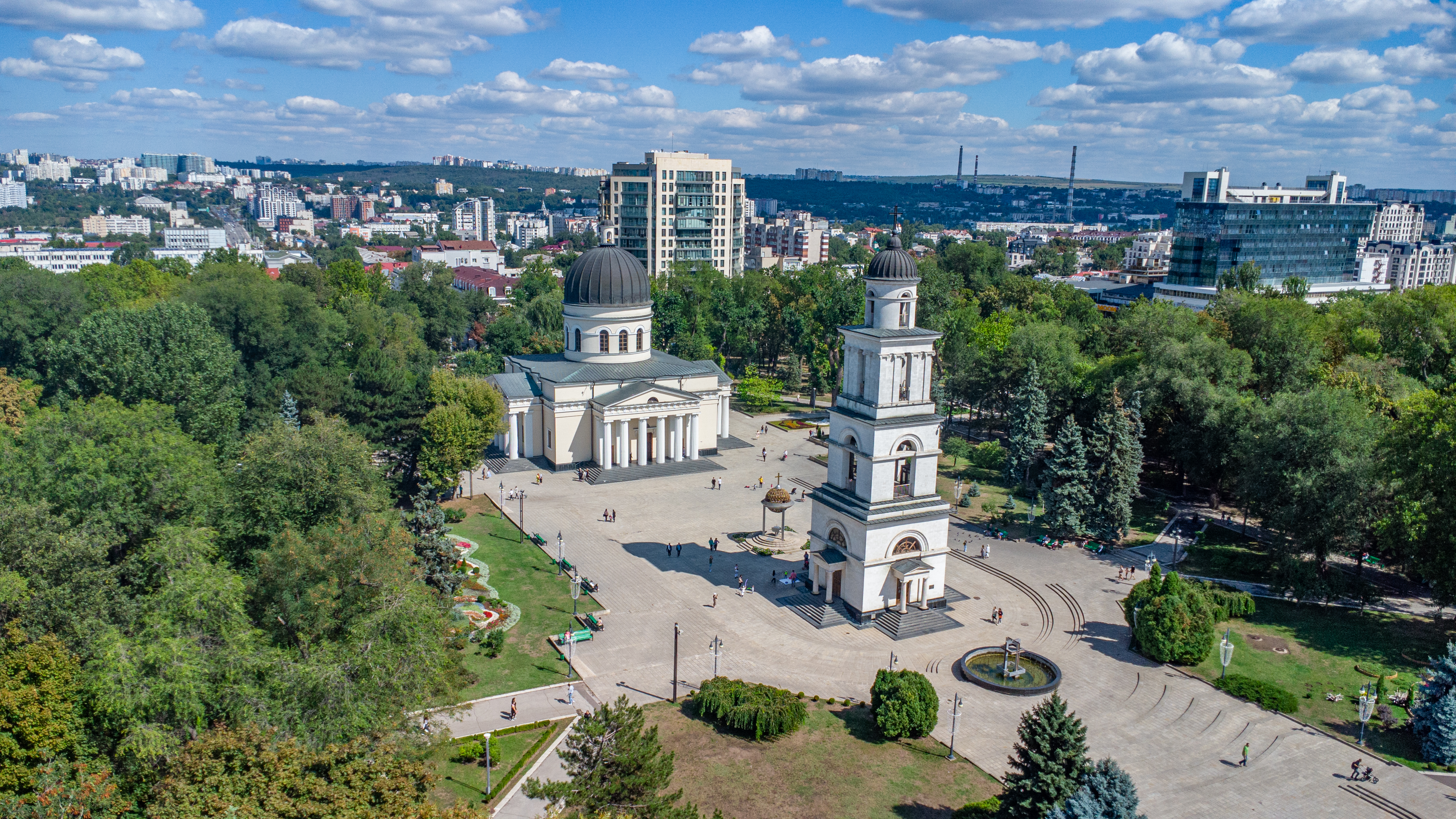
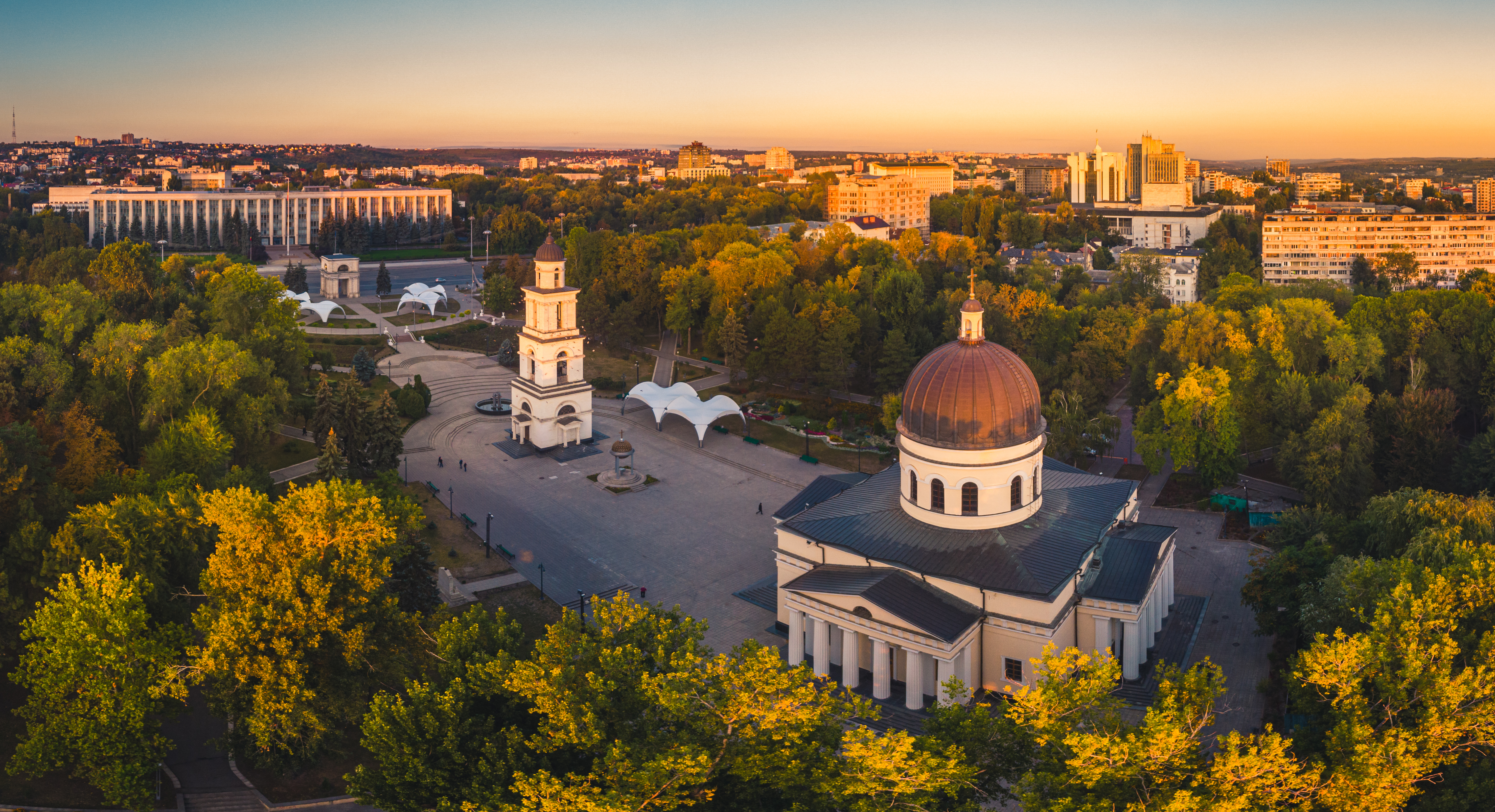
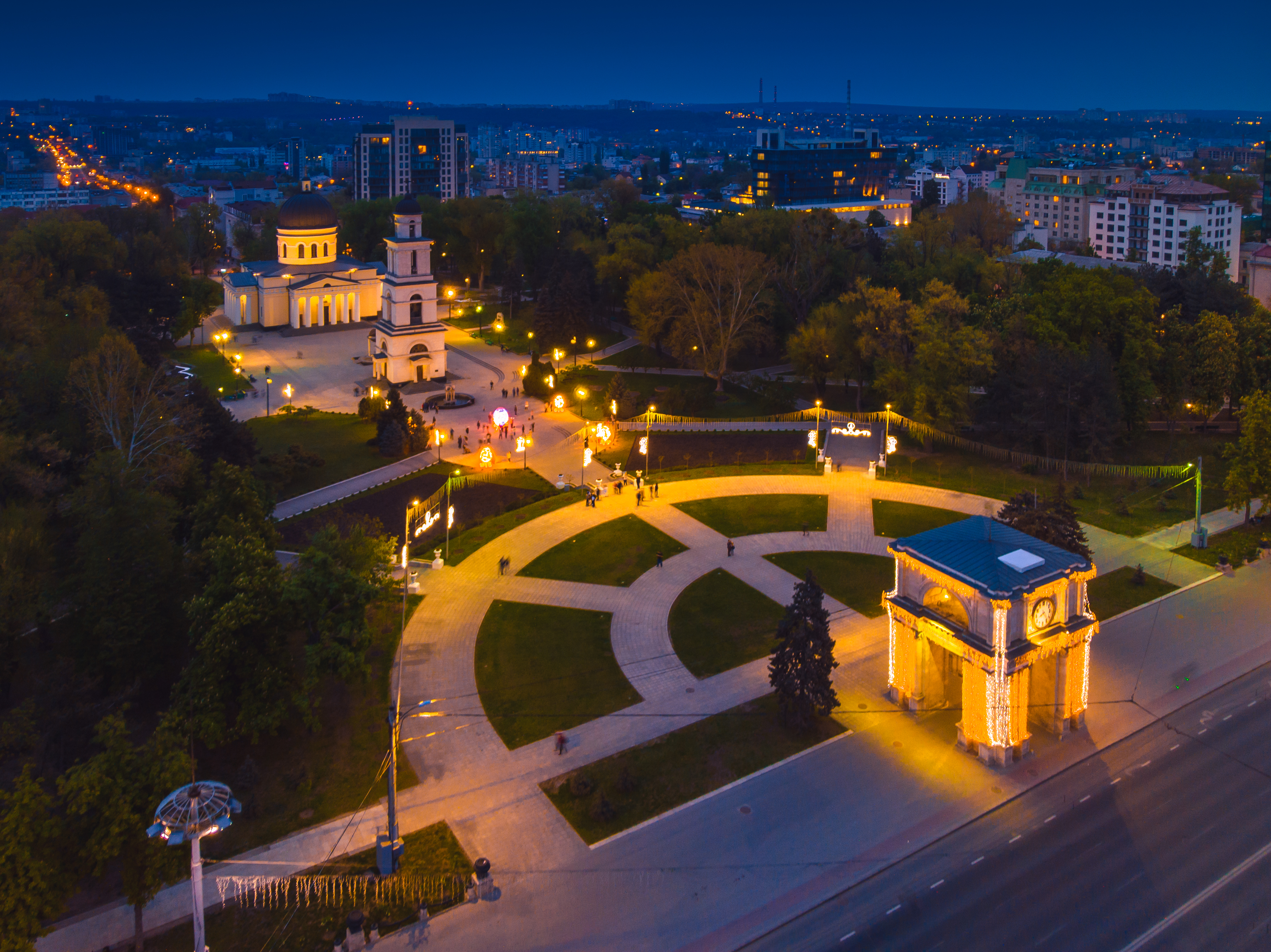
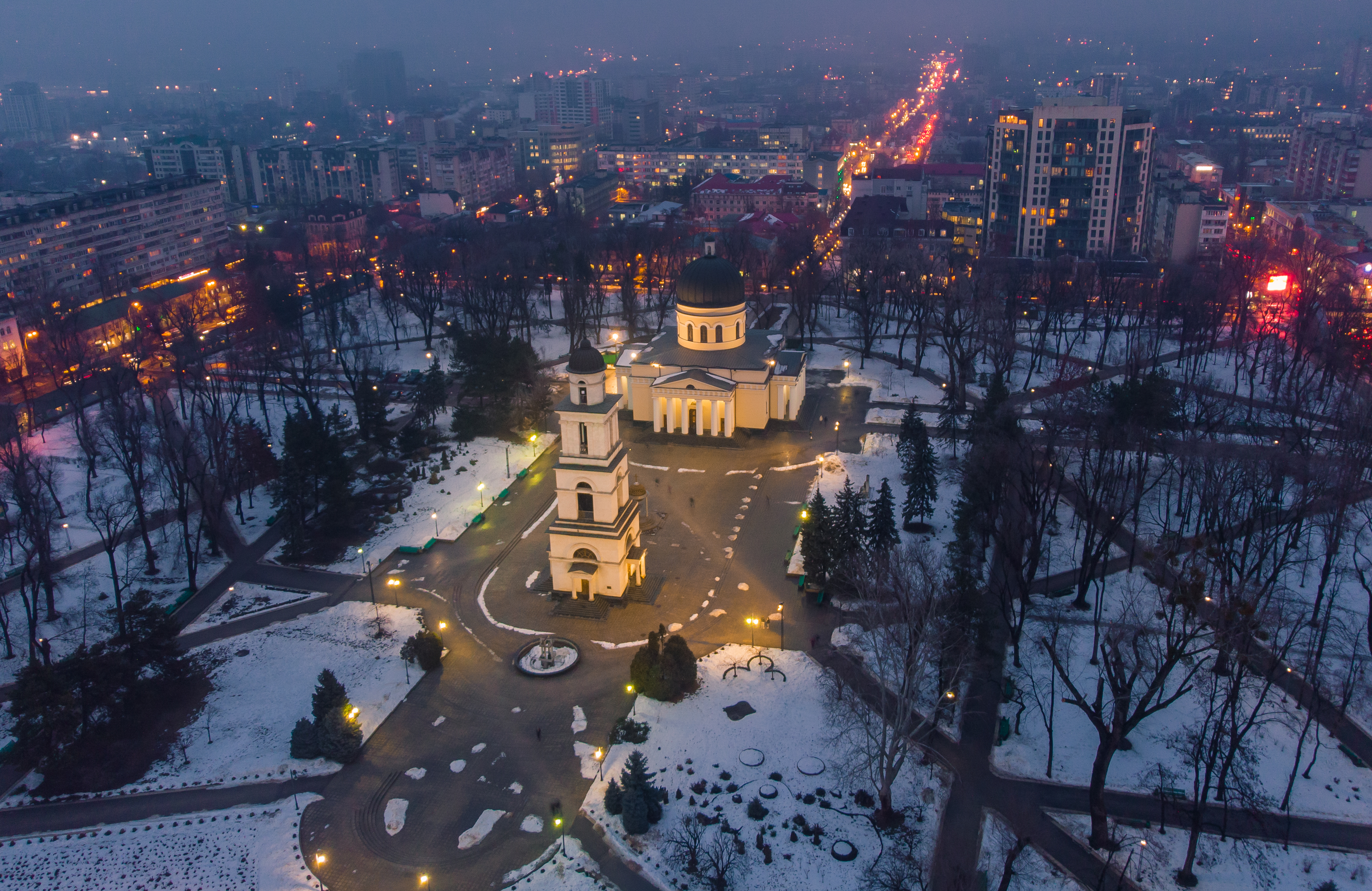

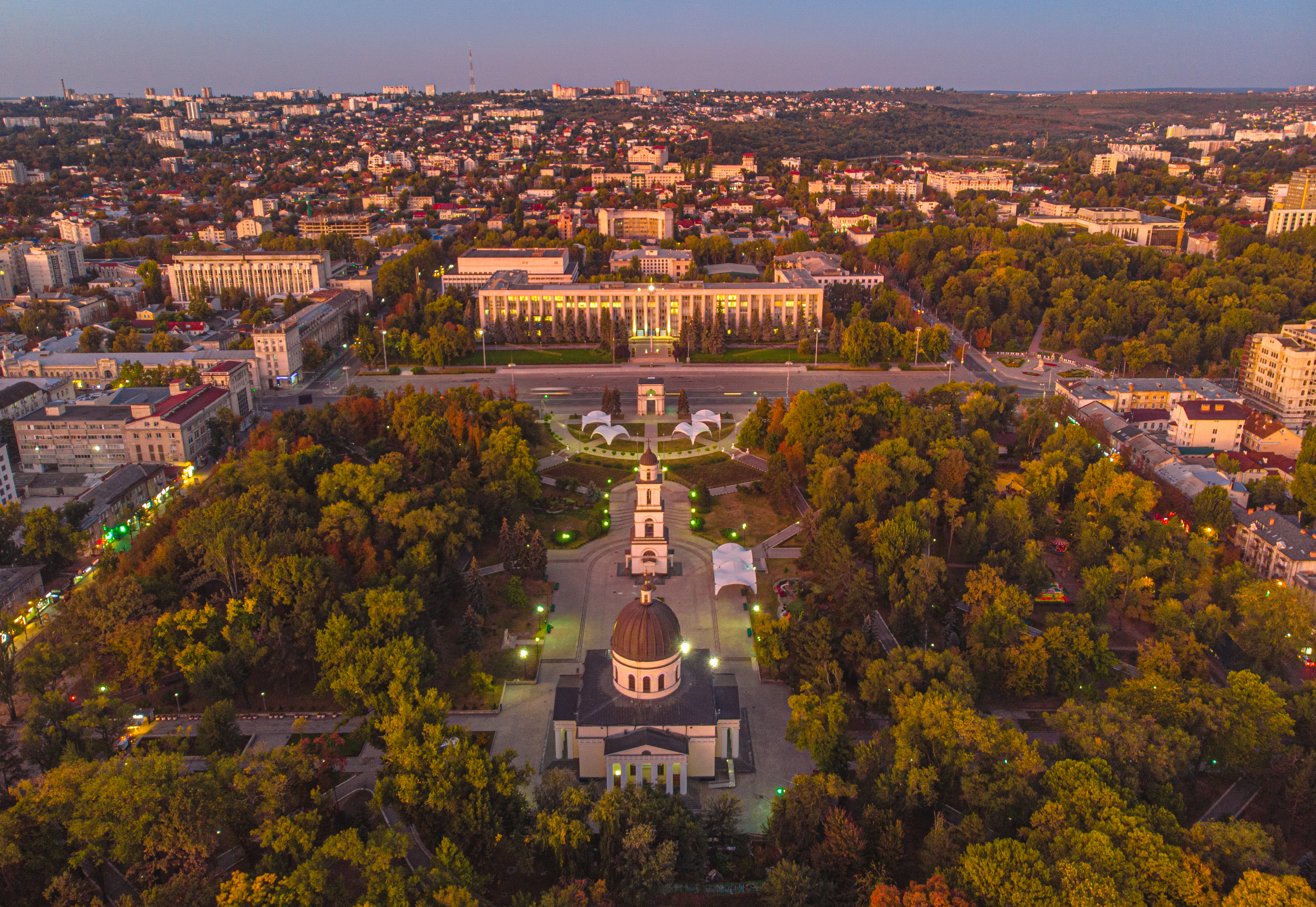
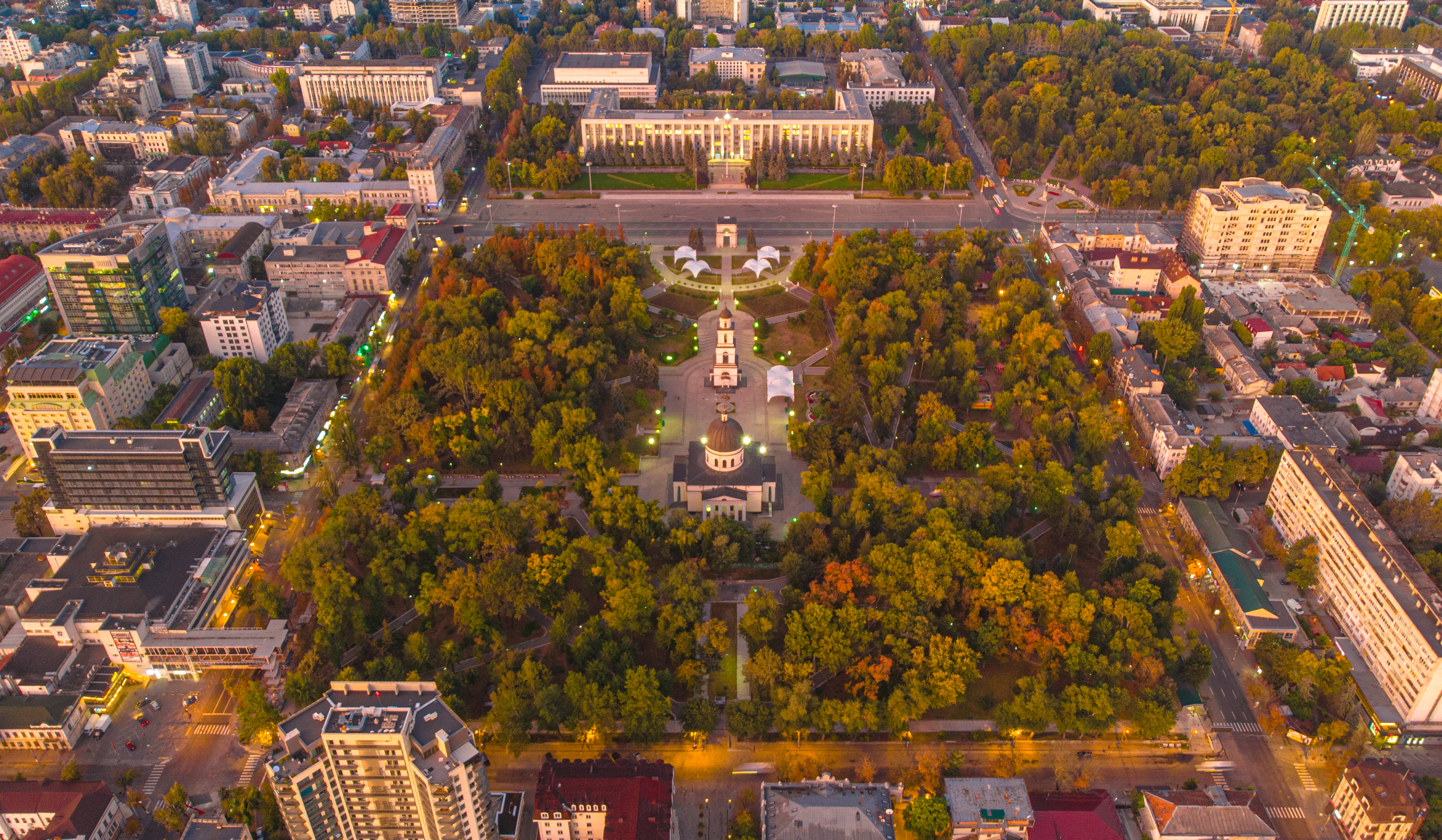
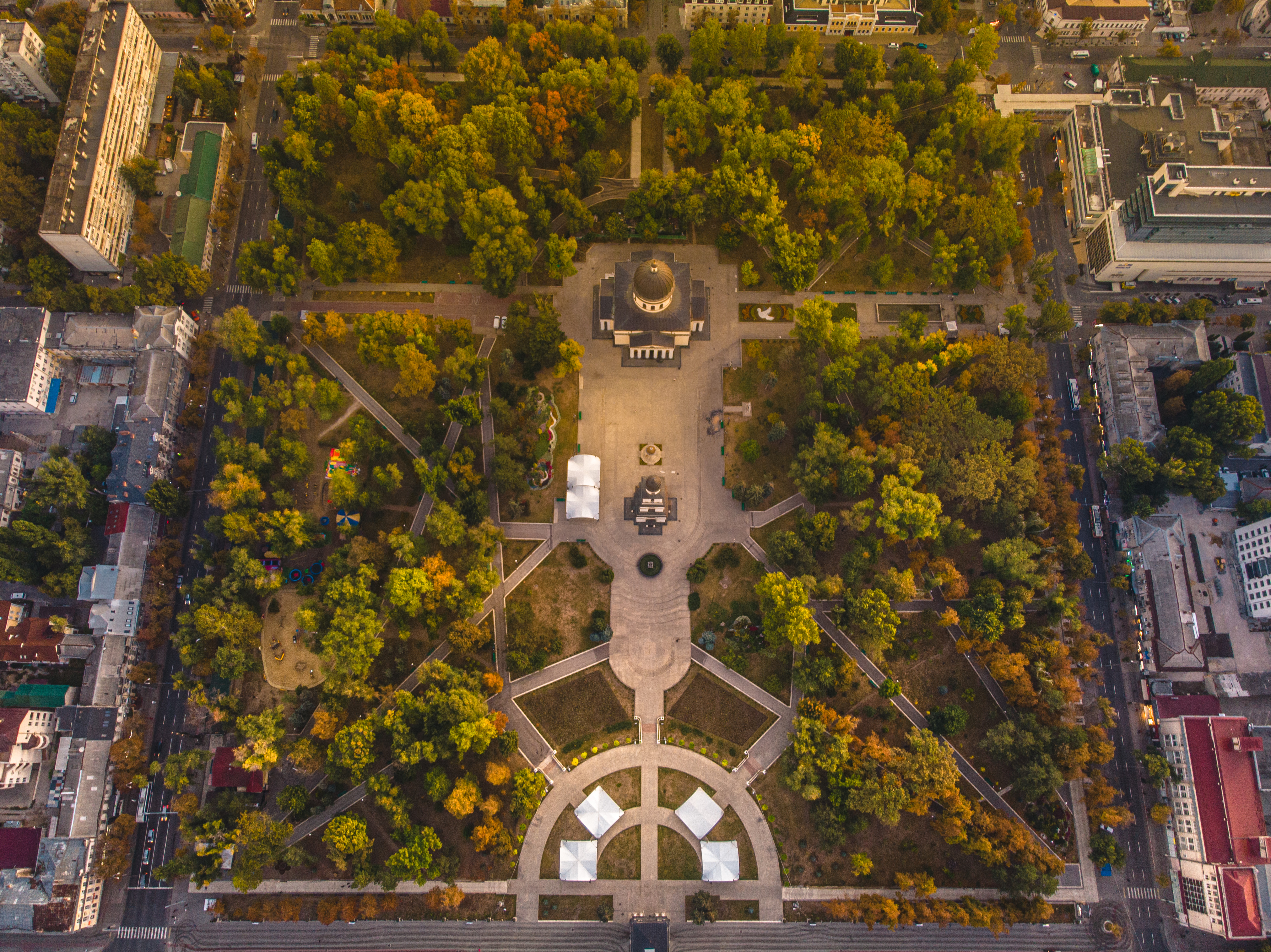
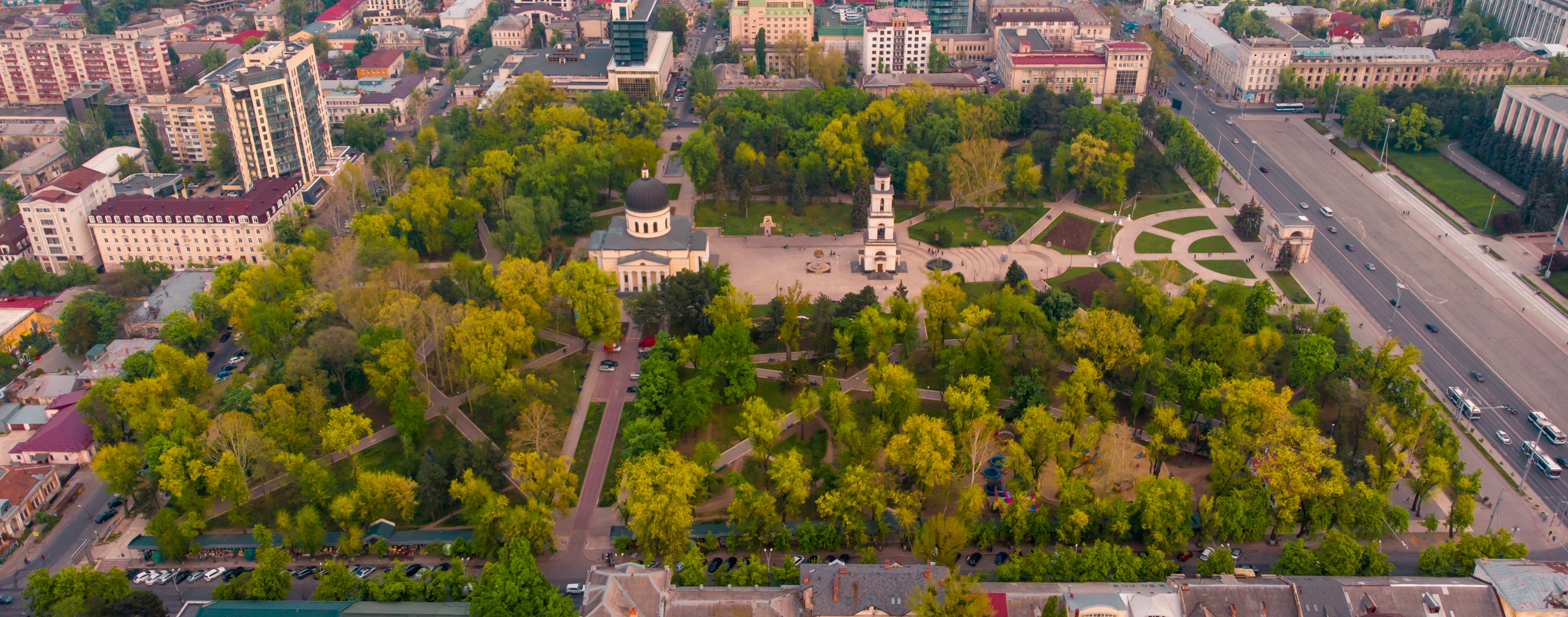
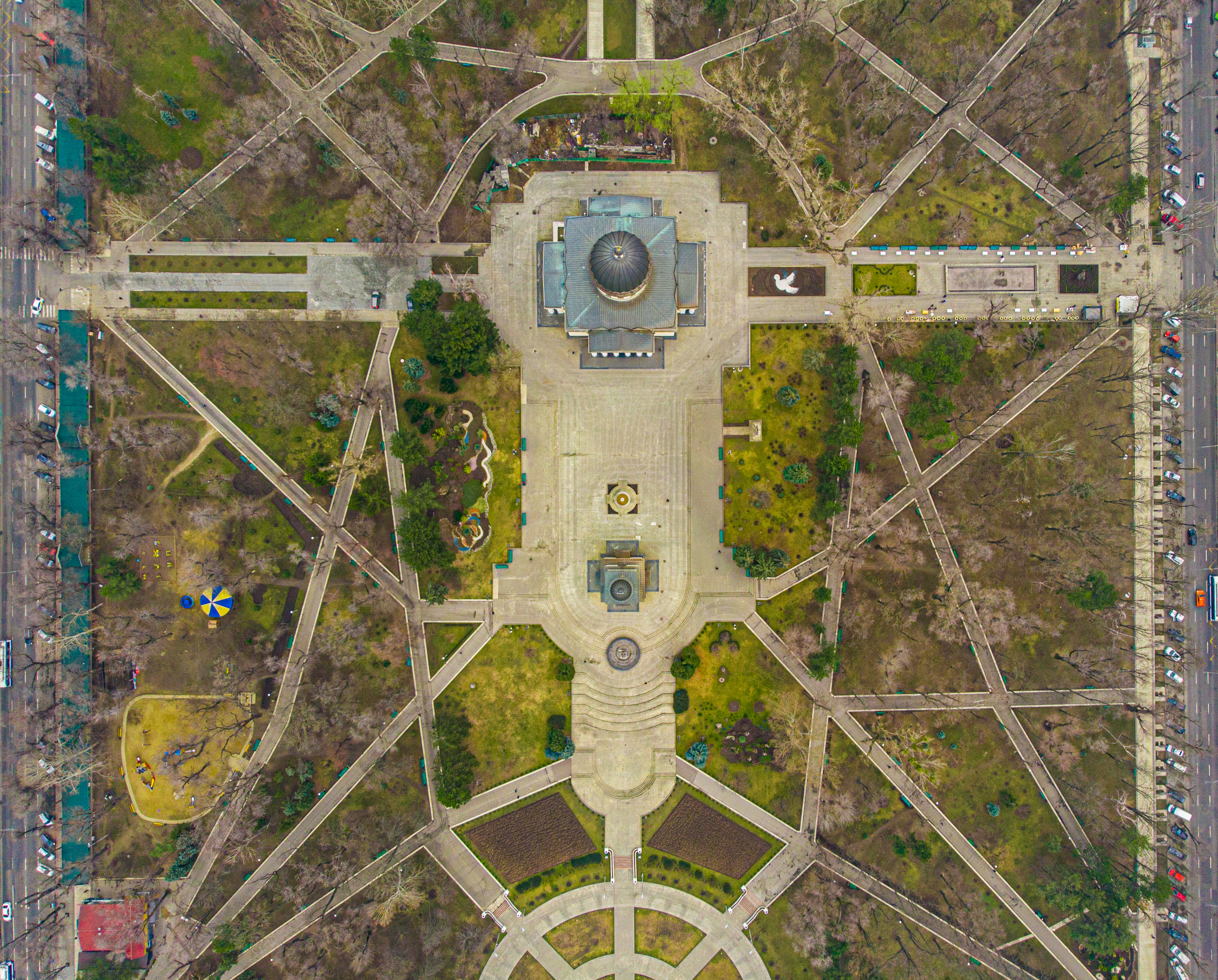

Vederi aeriene